# Touat

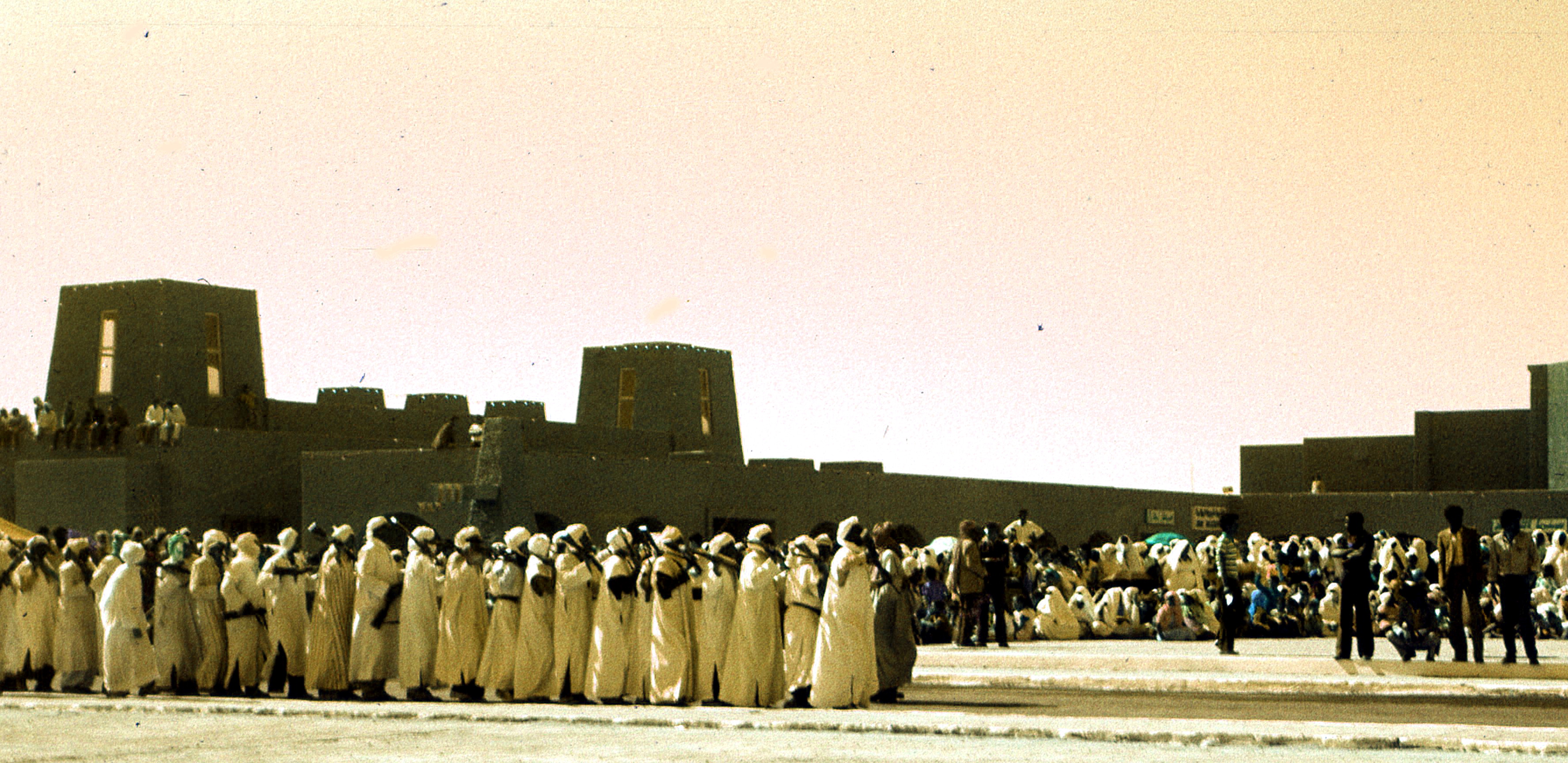
Cerimònia religiosa en un ksar típic

Touat o Tuat (àrab: توات, Twāt) és una regió del sud-oest d'Algèria. Hi ha nombroses hipòtesis sobre el nom, cap de prou satisfactòria. Els seus límits se situen entre el Gran erg occidental al nord, l'erg Chech a l'oest, el Tanenezrouft al sud-oest, i l'altiplà del Tadmaït al sud-est. És un territori amb pluges minses, forta evaporació i vegetació escassa; la flora està adaptada al clima. Tot i així, no és un desert i, fins i tot, és una regió poblada amb nombrosos qsars (localment gsar i plural gsur) d'entre 100 i 200 habitants, una mena d'oasi amb un nom únic (Timmi, Tamentit, Bouda, Tsabit, etc.). La població, els twati, acumula en els ksars els productes i hi comercia amb altres tribus o comunitats (abans, quan passaven les caravanes, i modernament pels comerciants); els palmerars asseguren la producció a petita escala. La població està formada per amazics zenetes (descendents dels gètuls), els més antics, jueus i àrabs. Els jueus van arribar el 118 procedents de Cirenaica, expulsats per Trajà i van viure en pau fins que foren perseguits pel predicador Abd al-Karim al-Marghili vers 1490 (tot i l'oposició dels alfaquís locals) i només van deixar el seu substrat. Els àrabs van arribar al segle xiii, i eren pastors Banu Makil iemenites.

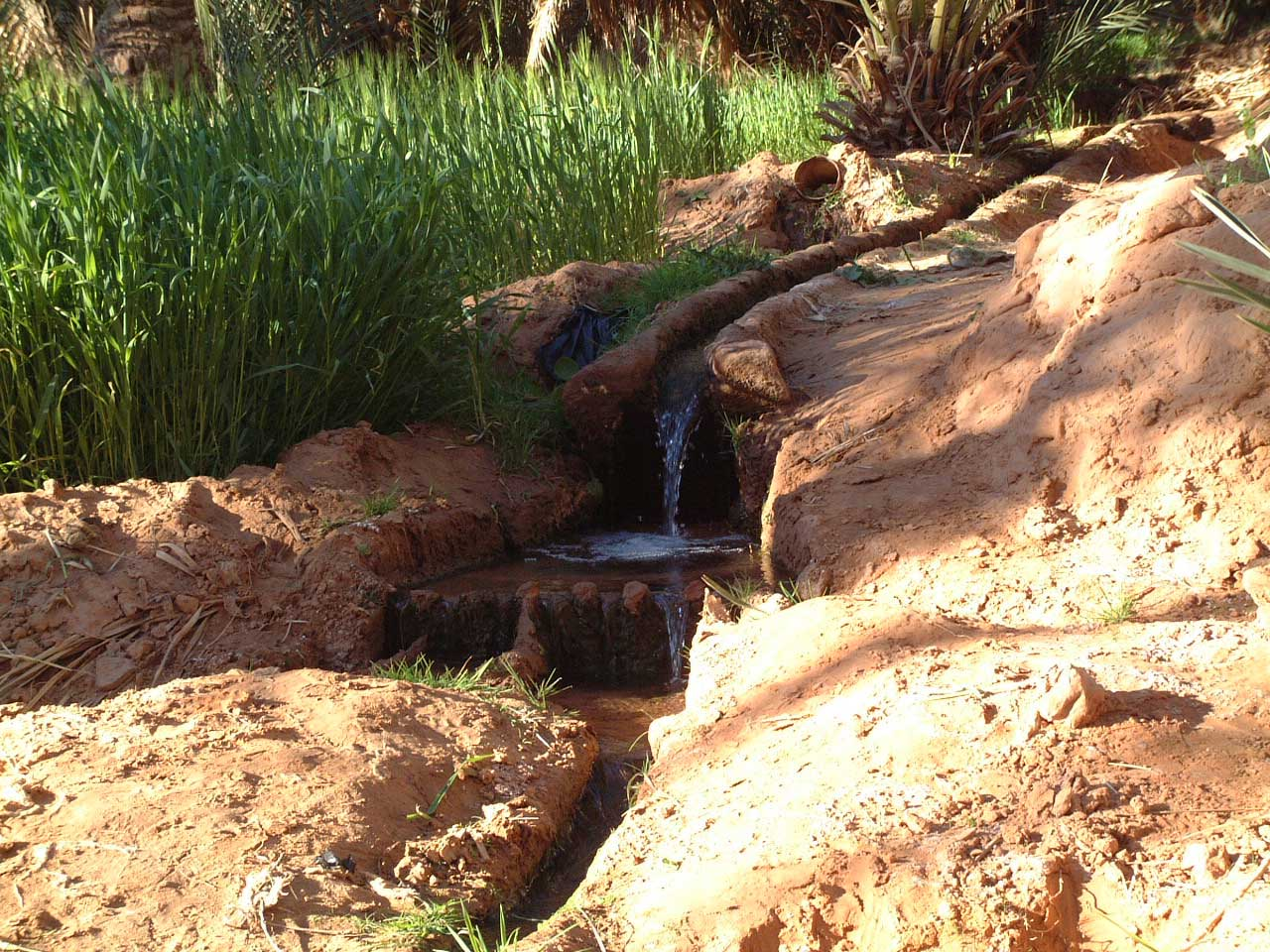
Oasi de Timmimoun

## Història
Els Maghrawa i el Banu Ifran hi van trobar refugi en algun moment quan fugien del poder almohade, al segle xii. Ibn Battuta hi va passar el 1353 i és el primer que l'esmenta pel seu nom. Abu-Alí, fill del soldà marínida Abu-Saïd Uthman ibn Yaqub (1310-1331), va sotmetre la regió al primer quart del segle, però sense continuïtat. En algun moment entre 1583 i 1588, el soldà Àhmad al-Mansur va dominar la regió i els oasis de Gourara; encara que, nominalment, la zona va restar sota sobirania marroquina, aquest domini fou totalment nominal. El territori va servir purament com a estació intermèdia d'esclaus, que paraven al Twat procedents del sud abans de ser portats més al nord. El comerç marítim, l'abolició de l'esclavatge i la modernització, van acabar amb aquest negoci al segle xix. El tractat de Lalla Maghnia del 1845 entre el Marroc i França no va resoldre la sobirania de Twat, Gourara i Tidikelt. El 1901, les tres àrees havien estat ocupades per l'exèrcit francès i la zona fou anomenada Territoire des oasis sahariennes ('Territori dels Oasis Saharians').